# Twinnita
La twinnita és un mineral de la classe dels sulfurs que pertany al grup de la sartorita. Rep el nom en honor de Robert Mitchell Thompson (28 de juliol de 1918, Moose Jaw, Saskatchewan, Canadà - 15 d'abril de 1967), professor de mineralogia de la Universitat de la Colúmbia Britànica. Thompson significa "fill de Thomas"; i en arameu significa "un bessó" (a twin, en anglès). El nom és doblement adequat per fer al·lusió a les macles polisintètiques (twinned) presents en el mineral.

## Característiques
La twinnita és una sulfosal de fórmula química Pb0,8Tl0,1Sb1,3As0,8S₄. Va ser aprovada com a espècie vàlida per l'Associació Mineralògica Internacional l'any 1966. Cristal·litza en el sistema monoclínic. La seva duresa a l'escala de Mohs és 3,5.
Segons la classificació de Nickel-Strunz, la twinnita pertany a «02.HC: Sulfosals de l'arquetip SnS, amb només Pb» juntament amb els següents minerals: argentobaumhauerita, baumhauerita, chabourneïta, dufrenoysita, guettardita, liveingita, parapierrotita, pierrotita, rathita, sartorita, veenita, marumoïta, dalnegroïta, fülöppita, heteromorfita, plagionita, rayita, semseyita, boulangerita, falkmanita, plumosita, robinsonita, moëloïta, dadsonita, owyheeïta, zoubekita i parasterryita.

## Formació i jaciments
Va ser descoberta a Taylor Pit, a la localitat de Huntingdon, dins el comtat de Hastings (Ontario, Canadà). També ha estat descrita en altres indrets d'Amèrica, Europa i l'Orient Mitjà.